# Bernardo Parentino

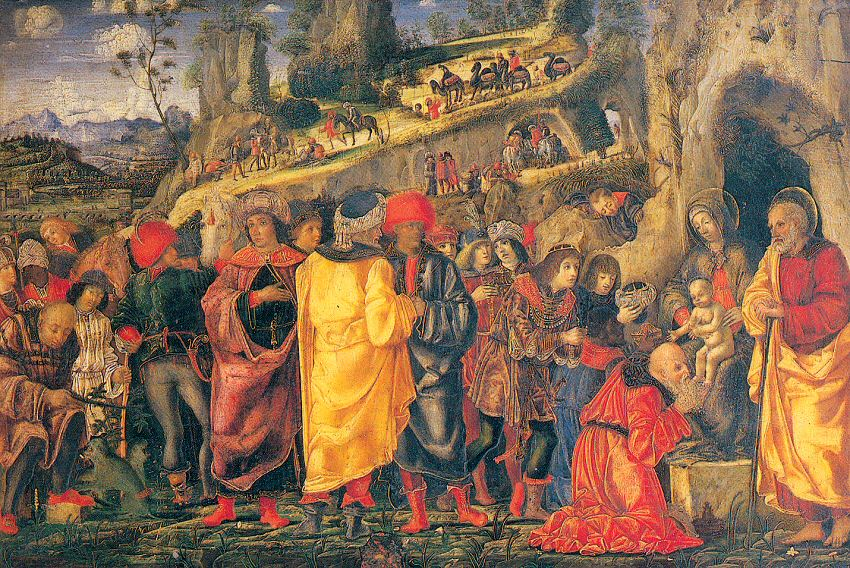
Bernardo Parentino, Pokłon Trzech Króli.

Bernardo Parentino, znany również jako Parenzano (ur. 1450 w Parenzo, zm. 1500) – włoski malarz tworzący w okresie wczesnego odrodzenia, głównie w Padwie i Vicenzy.

## Życiorys
Urodził się w Parenzo (dzisiejszy Poreč w Chorwacji) na Istrii, wówczas posiadłości weneckiej.
Prawdopodobnie był uczniem Andrei Mantegny, którego styl silnie wpłynął na jego twórczość, przejawiając się między innymi w Scenach z życia św. Benedykta, zrealizowanych dla padewskiego klasztoru Santa Giustina.
Do jego najbardziej znanych dzieł należą również Pokłon Trzech Króli (obecnie w Luwrze) i Kuszenie św. Antoniego (obecnie w galerii Doria Pamphfilij w Wenecji).